# 蘇希尼亞
50°47′46″N 31°12′54″E / 50.79611°N 31.21500°E
蘇希尼亞（烏克蘭語：Сухиня）是位於烏克蘭北部切爾尼希夫州裏尼任區的村莊，面積1.38平方公里，海拔高度112米，2014年人口297，人口密度每平方公里214.6人。